# Parafia Matki Bożej Nieustającej Pomocy w Pełkiniach-Wygarkach
Parafia Matki Bożej Nieustającej Pomocy w Pełkiniach-Wygarkach − parafia rzymskokatolicka znajdująca się w archidiecezji przemyskiej, w dekanacie Jarosław I. 

## Historia
W 1889 roku w pałacu znajdującym się na Wygarkach zamieszkał na stałe książę Witold Czartoryski po ślubie z hrabiną Jadwigą z Dzieduszyckich, którzy byli bardzo religijni i ufundowali ochronkę. 24 sierpnia 1893 roku przybyły pierwsze siostry Służebniczki starowiejskie - s. Wilhelmina Lenart i s. Józefina Maź. 14 września 1893 roku odbyło się poświęcenie ochronki, w której mieścił się dom zakonny, kaplica i sala szkolna. Od października 1893 roku były odprawiane msze święte. W 1920 roku gdy Anna Czartoryska wstąpiła do zakonu Wizytek - w pałacu powstała druga kaplica. W 1922 roku szkoła w ochronce została przekształcona w szkołę III stopnia. 
Kaplicę pałacową początkowo obsługiwali reformaci i dominikanie z Jarosławia. Wieloletnim kapelanem był o. Stefan Dziąba z klasztoru reformatów. Przez wiele lat stałym kapelanem był ks. Adolf Tyszko, a w latach 1936–1939 ks. Władysław Bachota. W kaplicy istniało Bractwo Różańcowe i Krucjata Eucharystyczna. Przez 35 lat nauczycielką szkoły była s. Konstancja Kmieć.
Podczas II wojny światowej ukrywał się w Wygarkach, aż do 26 marca 1945 roku ks. dr prof. Kazimierz Kowalski (późniejszy biskup pelpliński). Podczas frontu wojennego ochronka został uszkodzona, a kaplicę w pałacu zajęły wojska sowieckie, dlatego 27 lipca 1944 roku kaplica została przeniesiona do budynku zarządcy folwarków.
W 1957 roku ze Starej Wsi przywieziono cudowny obraz Matki Bożej Nieustającej Pomocy. W 1967 roku odbył się pierwszy odpust Matki Bożej Nieustającej Pomocy
8 lutego 1974 roku bp Ignacy Tokarczuk przyznał prawa do prowadzenia samodzielnego ośrodka duszpasterskiego w Wygarkach, z wydzielonego terytorium parafii Pełkinie.
30 listopada 2014 roku abp Józef Michalik poświęcił nowy murowany kościół.
Na terenie parafii jest 542 wiernych (w tym: Wygarki – 374, Kruhel – 168).
Kapelanowie kaplicy:
1940–1945. ks. dr prof. Kazimierz Kowalski.
1945. ks. Władysław Wołek.
1946–1952. ks. Jan Czajkowski.
1952–1953. ks. Michał Bednarski.
1953–1958. ks. Antoni Wisz Michalita.
1958–1964. ks. Franciszek Malak.
1964. ks. Czesław Piotrowski.
1964–1965. ks. Marian Burczyk.
1965. ks. Władysław Świstowicz.
1965–1964. ks. Stanisław Ostrowski.
Proboszczowie parafii:
1974–1976. ks. Stanisław Ostrowski.
1976–2006. ks. Stanisław Stęchły.
2006–2008. ks. Piotr Babiarz.
2008–2017. ks. Władysław Dubiel.
2017–2022. ks. Henryk Pszona.
2022– nadal ks. dr Bogusław Gut.

## Znani duchowni
- bł. o. Michał Czartoryski – ur. w 1897 roku w Wygarkach, profesja zakonna w 1928 roku, wyświęcony w Jarosławiu w 1931 roku, rozstrzelany w Warszawie w 1944 roku.